# Iglesia del Carmine (Lecce)
La iglesia del Carmine, junto con el convento carmelita adyacente, es un conjunto arquitectónico en Lecce.

## Historia
Los carmelitas llegaron a Lecce en 1481, ocupando una iglesia situada extramuros, cerca de Porta San Biagio. En 1546, a raíz de un terremoto, los frailes abandonaron el antiguo complejo y se instalaron intramuros en la iglesia de San Nicola, que los carmelitas dedicaron a la Virgen del Carmelo. En ese lugar se construyó el nuevo monasterio y posteriormente se levantó la actual iglesia, cuya primera piedra se colocó el 15 de julio de 1711. La iglesia fue construida según un diseño del arquitecto Giuseppe Cino que trabajó allí hasta 1722, año de su muerte. Fue terminado en 1737gracias a la intervención de Mauro Manieri.

## Descripción

### Exterior
La fachada de la iglesia, construida por Cino entre 1711 y 1717, se divide en tres órdenes superpuestos y presenta una gran riqueza de frisos y decoraciones.El primer orden está marcado por cuatro nichos creados simétricamente a los lados del portal; este último tiene un tímpano curvo que alberga, dentro de una guirnalda de flores, la figura de la Virgen del Carmine. En las hornacinas se encuentran las estatuas monumentales de los carmelitas San Ángel de Jerusalén y San Alberto de los Abades y los profetas Elías y Eliseo. 
En el segundo orden, que retoma los ritmos compositivos del orden inferior, aparece un gran ventanal central flanqueado por dos hornacinas ocupadas por las estatuas de Santa Teresa de Ávila y Santa María Magdalena de' Pazzi, atribuidas, como las del orden inferior piso, a Mauro Manors. 
l tercer orden, unido al segundo mediante volutas de líneas mixtas, remata con un frontón de inspiración clásica.

### Interior
El interior presenta un cuerpo longitudinal elíptico adosado a un crucero no saliente sobre el que se abre un coro profundo con terminación plana. La planta, con claras referencias bíblicas, reproduce la forma del pie humano. En el centro de la zona del presbiterio se encuentra una altísima cúpula decorada exteriormente con mayólica de escamas verdes y blancas.
A lo largo del perímetro de la nave se encuentran tres capillas a cada lado, enriquecidas con altares barrocos diseñados por Mauro Manieri y construidos entre 1731 y 1737.
Lado izquierdo: el primer altar, dedicado a San Elías profeta, fue terminado en 1736 y exhibe un retablo del santo; el segundo altar está dedicado a los Addolorata y alberga una estatua de madera de Cristo en la Columna, obra del escultor de Gallipoli Gesuino Vespasiano de 1618, y un lienzo que representa a la Virgen de los Siete Dolores; el tercer altar está dedicado a la Madonna Annunziata y está acompañado por un lienzo de Serafino Elmo de la Anunciación de la BV María. 
Lado derecho: partiendo de la entrada, el primer altar está dedicado a San Miguel y tiene un alto relieve en terracota plateada que reproduce al Arcángel Miguel; sigue el segundo altar en el que se encuentra un relicario del jurista Vincenzo M. Perrone del siglo XVII; el tercer altar de Santa Teresa del Niño Jesús alberga una estatua de papel maché de Giuseppe Manzo.
En clave del arco triunfal se alza el cuadro que representa Padre Eterno, mientras que en el techo se fija el lienzo de la Virgen del Carmen con San Simón Stock con lacunares de madera tallada y dorada.
En el brazo izquierdo del crucero se puede admirar el valioso altar de la Purificación de la Santísima Virgen María que alberga las estatuas de piedra de los Evangelistas, una antigua estatua de madera de la Virgen del Carmen y un lienzo de la Presentación de la Virgen en el Templo. También se encuentran los altares del Crucifijo y de los Santos Nicolás y Antonio Abad. En el brazo derecho se encuentra el altar de San Francisco de Paula, con una estatua del santo en papel maché realizada en 1856, y otros dos altares dedicados a Santa Ana, con un lienzo que representa a la Sagrada Familia con Santa Ana y San Joaquín y a la Trinidad.
En el presbiterio se encuentra el altar mayor cóncavo, construido por voluntad de la familia Sambiasi, como lo revela su escudo de armas. Detrás del altar se abre el coro profundo, con bóveda de lunetos, atravesado por pilastras corintias estriadas. A lo largo de las paredes del coro se encuentran numerosas pinturas: Anunciación de la Virgen, Santa Úrsula con sus compañeras, la Crucifixión, San Oronzo, Santa Irene de Serafino Elmo, San Onofrio, San Juan Bautista, los profetas Elías y Eliseo creados en 1591 y otros lienzos. Destaca el cuadro insertado en el artesonado de madera del techo, llamado La Virgen entregando el escapulario a Santa Simón Stock, obra temprana del pintor napolitano Paolo Finoglio . Al mismo pintor se le puede atribuir un Triunfo de Santa Úrsula, inicialmente colocado en el coro de este mismo edificio, actualmente conservado en el Museo Diocesano de Lecce.